# Liste de catastrophes naturelles au Portugal
Voici une liste, non exhaustive, des désastres naturels ayant frappé le Portugal.

## Liste
1531
- Séisme de 1531 au Portugal

1755
- Séisme du 1er novembre 1755 à Lisbonne

2004
- Grandes parcelles de forêts consumés par les feux de forêts.

2006
- 10 janvier : tremblement de terre de 5,1 sur l'échelle de Richter, l'épicentre était à 450 kilomètres au large des côtes portugaises.
- 15 avril : tremblement de terre de 3,6 sur l'échelle de Richter, l'épicentre était à 6 kilomètres au nord de Lourinhã (66 km de Lisbonne).

2010
- 20 février : inondations et glissements de terrain à Madère.

2017
- 19 juin : incendie de forêt entre Pedrógão Grande, Figueiró dos Vinhos et Castanheira de Pera.
- 13-18 octobre : incendies d'octobre 2017 sur la péninsule ibérique